# گرینوود ویلیج (کلرادو)
گرینوود ویلیج (به انگلیسی: Greenwood Village) شهری در ایالت کلرادو کشور ایالات متحده آمریکا است که جمعیت آن در سرشماری سال ۲۰۱۰ میلادی، ۱۳٬۹۲۵ نفر بوده‌است.